# Wetter (Ruhr)
Wetter er en by i delstaten Nordrhein-Westfalen med 27.441 indbyggere (31/12/2018). Byen ligger i kreisen Ennepe-Ruhr.
Nabobyerne er Gevelsberg, Hagen, Herdecke, Witten og Sprockhövel.